# Prees
Prees – wieś w Anglii, w hrabstwie Shropshire. Leży 22 km na północ od miasta Shrewsbury i 232 km na północny zachód od Londynu. W 2001 miejscowość liczyła 2688 mieszkańców.